# Les Soldats du désert
Pour les articles homonymes, voir Home of the Brave.
Pour plus de détails, voir Fiche technique et Distribution.
Les Soldats du désert ou Le Retour des braves au Québec (Home of the Brave) est un film de guerre américain réalisé par Irwin Winkler et sorti en 2006.

## Synopsis
C’est l’histoire de quatre soldats américains qui sont sur le point de terminer leur mission en Irak. Peu de temps après avoir appris que leur unité va bientôt rentrer chez elle, ils sont envoyés pour une dernière mission humanitaire : transporter du matériel médical dans un village irakien. L’unité tombe dans une embuscade et subit de graves pertes. Les survivants vont être soumis à de cruelles agressions physiques et psychologiques. Une fois revenus aux États-Unis, les quatre soldats devront affronter les souvenirs du passé alors qu’il leur faut regarder vers l’avenir et retourner à la vie civile.

## Fiche technique
- Titre original : Home of the Brave

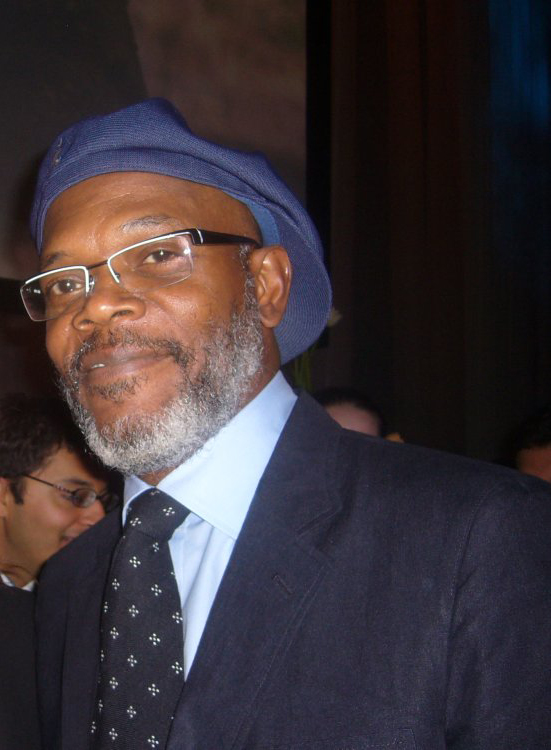
L'acteur principal Samuel L. Jackson, l'année de sortie américaine du film.

- Titre français : Les Soldats du désert
- Titre québécois : Le Retour des braves
- Réalisation : Irwin Winkler
- Scénario : Mark Friedman
- Musique : Stephen Endelman et Sheryl Crow
- Montage : Clayton Halsey
- Production  : Irwin Winkler, George Furla, Rob Cowan, Randall Emmett
- Distribution : Metro-Goldwyn-Mayer
- Genre : guerre
- Durée : 105 minutes
- Pays : États-Unis
- Langue : anglais
- Dates de sortie :
  - États-Unis : 15 décembre 2006
  - France : 4 novembre 2008 (DVD)

## Distribution
- Samuel L. Jackson (VF : Thierry Desroses ; VQ : Éric Gaudry) : Will Marsh
- Jessica Biel (VF : Julie Turin ; VQ : Camille Cyr-Desmarais) : Vanessa Price
- Brian Presley (VF : Bruno Choël ; VQ : Antoine Durand) : Tommy Yates
- Christina Ricci (VF : Marie-Eugénie Maréchal ; VQ : Catherine Proulx-Lemay) : Sarah Schivino
- Curtis « 50 Cent » Jackson (VF : Gilles Morvan ; VQ : François L'Écuyer) : Jamal Aiken
- Chad Michael Murray (VF : Maël Davan-Soulas ; VQ : Nicholas Savard L'Herbier) : Jordan Owens
- Victoria Rowell (VF : Françoise Dasque ; VQ : Hélène Mondoux) : Penelope Marsh
- Jeffrey Nordling (VF : Pascal Germain ; VQ : Yves Soutière) : Cary Wilkins
- Vyto Ruginis (VQ : Mario Desmarais) : Hank Yates
- Sam Jones III (VF : Donald Reignoux) : Billy Marsh
- James MacDonald : Ray
- Joyce M. Cameron : Grace Owens